# Susanna Kaysen
Susanna Kaysen (Cambridge, 11 novembre 1948) è una scrittrice statunitense.

## Biografia
Ha frequentato il liceo al Commonwealth School a Boston e al Cambridge School of Weston  prima di essere ricoverata al McLean Hospital nel 1967, per il trattamento psichiatrico della depressione. In clinica apprende di essere affetta dal disturbo borderline della personalità. Viene dimessa dopo diciannove mesi.
Questa esperienza, che l'ha segnata profondamente, è stata materiale fondamentale per la sua autobiografia, scritta nel 1993, Girl, Interrupted; il libro nel 1999 diventerà il film Ragazze interrotte, con Winona Ryder nel ruolo di Susanna.
È figlia dell'economista Carl Kaysen, professore al MIT e primo consigliere del presidente John F. Kennedy.

## Opere
- Asa, As I Knew Him, Vintage Books USA, marzo 1987, ISBN 978-0394749853
- La ragazza interrotta (Girl, Interrupted, 1993), collana esperienze, TEA, 1994, ISBN 978-8878188271
- Far Afield, Vintage Books USA, aprile 1994, ISBN 978-0679753766
- Camera My Mother Gave Me, Vintage Books USA, 8 ottobre 2002, ISBN 978-0679763437
- Cambridge, Vintage Books USA, 18 marzo 2014, ISBN 978-0385350259